# Maryam bint Abī Yaʿqūb asch-Schilbī
Maryam bint Abī Yaʿqūb asch-Schilbī (im 19. Jahrhundert auch Maria Alphaizuli genannt; arabisch مريم بنت أبي يعقوب الشلبي, DMG Maryam bt. Abī Yaʿqūb aš-Šilbī; geboren in Schilb (?) – heute Silves, Portugal; gestorben 1020 (?)) war eine andalusische Poetin und Lehrerin im Kalifat von Córdoba. Sie unterrichtete Rhetorik, Literatur und Poesie. Ihre Werke verfasste sie in arabischer Sprache.

## Leben und Werk
Maryams Geburtsort Silves gilt als unsicher. Der Name ihres Vaters wird verschiedentlich als Abu Yaʿqūb al-Ansārī (الفيصولي) oder Yaʿqūb al-Faisūlī (الأنصاري) angegeben. Maryam hatte wahrscheinlich vor 1009 die Pilgerfahrt nach Mekka unternommen. Danach ließ sie sich wohl in Sevilla nieder, da in diesem Jahr die Kämpfe um die Hauptstadt Córdoba begannen. Diese endeten 1031 mit dem Niedergang des Kalifats. Maryam war nach arabischen Quellen in der Gesellschaft Sevillas berühmt, durch die Pilgerfahrt hochgeachtet und als Lehrerin gefragt. Ihr Unterricht war auf Frauen ausgerichtet, aber sie hat wohl auch kleine Kinder erzogen. Ibn al-Muhannad, ihr ehemaliger Schüler, sandte ihr ein „liebevolles Gedicht“ und eine Geldsumme. In diesem Gedicht lobte er die Verse seiner Lehrerin und verglich sie mit al-Chansā’, die im siebten Jahrhundert zu den bekanntesten Dichterinnen von Elegien der arabischen Welt gehörte. Es wird vermutet, dass Maryam auch Elegien verfasste. Sie starb in sehr fortgeschrittenem Alter, das Sterbejahr scheint nach der Real Academia de la Historia unsicher zu sein. Sie spielt in einem ihrer Gedichte darauf an, eine alte Frau im Alter von über 77 Jahren zu sein.
Von Maryam sind nur zwei Gedichte erhalten. Das erste ist die Antwort auf die Verse ihres Schülers, das zweite und kürzere beschreibt die Gebrechlichkeit ihres Alters. Nach dem Brooklyn Museum schrieb sie satirische Epigramme und war „bekannt für ihren beißenden Witz“. Man habe sie manchmal auch die „arabische Korinna“ genannt.
Was erwartet man von einer Siebnundsiebzigjährigen,

die aussieht wie ein zerschlissenes Spinnennetz?

Sie kriecht wie ein kriechendes Kind ...

– Maryam bint Abī Yaʿqūb asch-Schilbī
John Platts (1775–1837) führt Maryam in seinem biographischen Werk als Maria Alphaizuli auf und schreibt, dass man sie die „arabische Sappho“ genannt habe. Ausgezeichnete Werke ihrer Dichtung befänden sich in der Bibliothek des Escorial. Hales Woman’s Record ist größtenteils textgleich, verortet Alphaizuli jedoch im achten Jahrhundert.

## Künstlerische Rezeption
Judy Chicago widmete Maryam irrtümlich zwei Inschriften auf den dreieckigen Bodenfliesen des Heritage Floor ihrer Installation The Dinner Party. Die mit dem Namen Maryann (eine Verschreibung von „Maryam“) und Maria Alphaizuli beschrifteten Porzellanfliesen sind dem Platz mit dem Gedeck für die Gandersheimer Kanonisse Hrotsvit zugeordnet.